# جبل جايونج
جبل جايونج هو جبل يقع في شبه الجزيرة الماليزية، يقع ضمن سلسلة جبال تيتيوانجسا على الحدود بين ولايتي بيراك وكوانتان يُعتبر رابع أعلى جبل في شبه الجزيرة الماليزية، حيث يبلغ ارتفاعه 2,173 مترًَا. يمكن الوصول إليه عبر مسار مشي يستغرق حوالي ساعة من قمة جبل كوربو، الذي يُعد أعلى جبل في هذه السلسة وثاني أعلى جبل في شبه الجزيرة الماليزية. ونظراً لقرب الجبلين من بعضهما يُطلق عليهما اسم كورجا بين مجتمع المتسلقين وهواة الجبال. هو موقع مناسب ومفضل لتسلق الجبال.